# موزه آبا
موزهٔ آبا (انگلیسی: ABBA The Museum) یک نمایشگاه تعاملی سوئدی دربارهٔ ابرگروه سوئدی موسیقی پاپ آبا است که در در ماه مه ۲۰۱۳ در استکهلم سوئد افتتاح شد. آثار جمع‌آوری شده آبا در محیطی امروزی و تعاملی در یورگوردن، استکهلم به نمایش گذاشته شده است. این نمایشگاه الهام‌گرفته‌شده از موزه بیتلز در لیورپول است و پیش‌بینی می‌شود بالغ بر نیم میلیون بازدیدکننده در سال داشته باشد.
نمایشگاه‌های موجود در این موزه عبارتند از:
- پیانوی بنی – یک پیانوی خودنواز که با پیانوی شخصیِ بنی آندشون در منزلش مرتبط است و بنابراین وقتی بنی در خانه می‌نوازد، این پیانو هم همزمان می‌نوازد.
- واترلو - بخشی از نمایشگاه که شبیه به برایتون در زمان برگزاری مسابقه آواز یوروویژن ۱۹۷۴ ساخته شد، مجموعه ای از آیتم‌های زیادی از آن رویداد سرنوشت‌ساز را در خود دارد.
- استودیوهای پولار - بازسازی استودیویی که آبا بیشتر موسیقی‌های خود را در آنجا ضبط کرد. بسیاری از موارد استفاده‌شده در استودیو قابل مشاهده است.
- فولک‌پارک – بازسازی مکانی که اعضای آبا نخستین بار در آنجا یکدیگر را ملاقات کرد.
- راهنمای صوتی – یک تور با راهنمای صوتی، که کاترین جانسون، نویسندهٔ فیلمنامه موزیکال ماما میا! آن را نوشته است.
- رینگ رینگ – یک تلفن ویژه که فقط چهار عضو آبا شماره آن را می‌دانند.

## نگارخانه

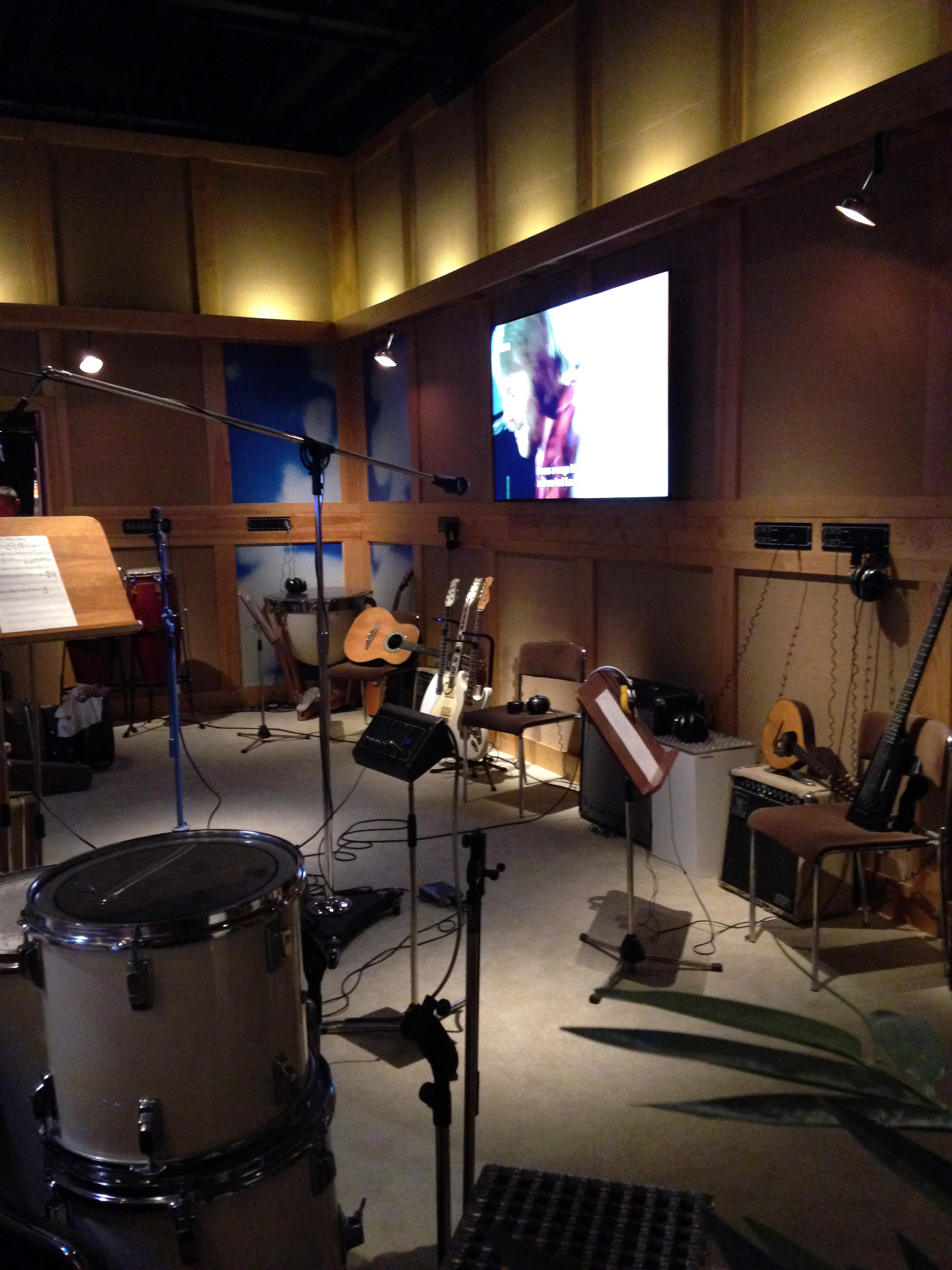
بازسازی استودیوهای پولار
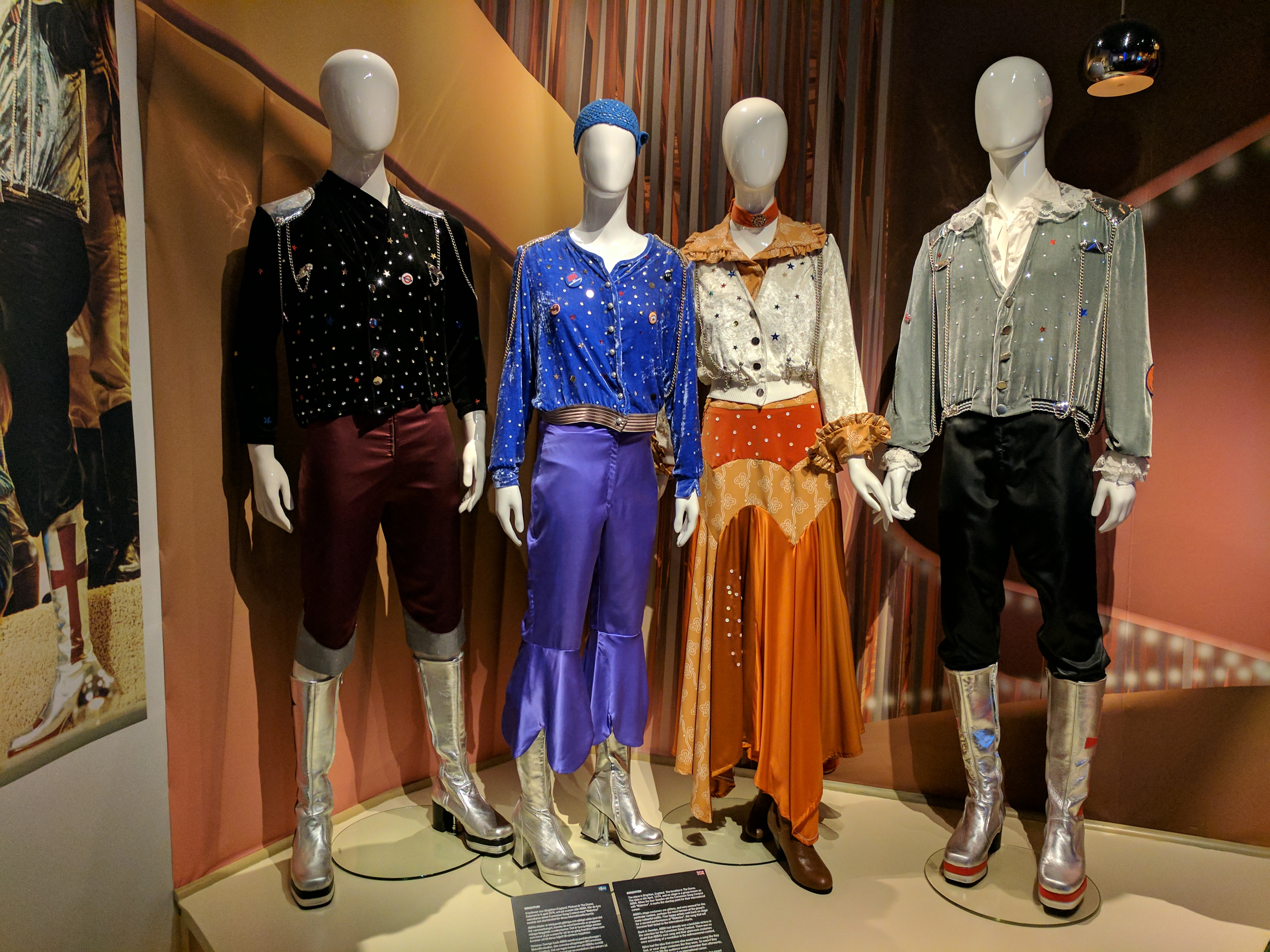
مانکن‌هایی با لباس‌های معروف آبا که هنگام اجرای واترلو (آلبوم) (۱۹۷۴) آن‌ها را به تن داشتند.
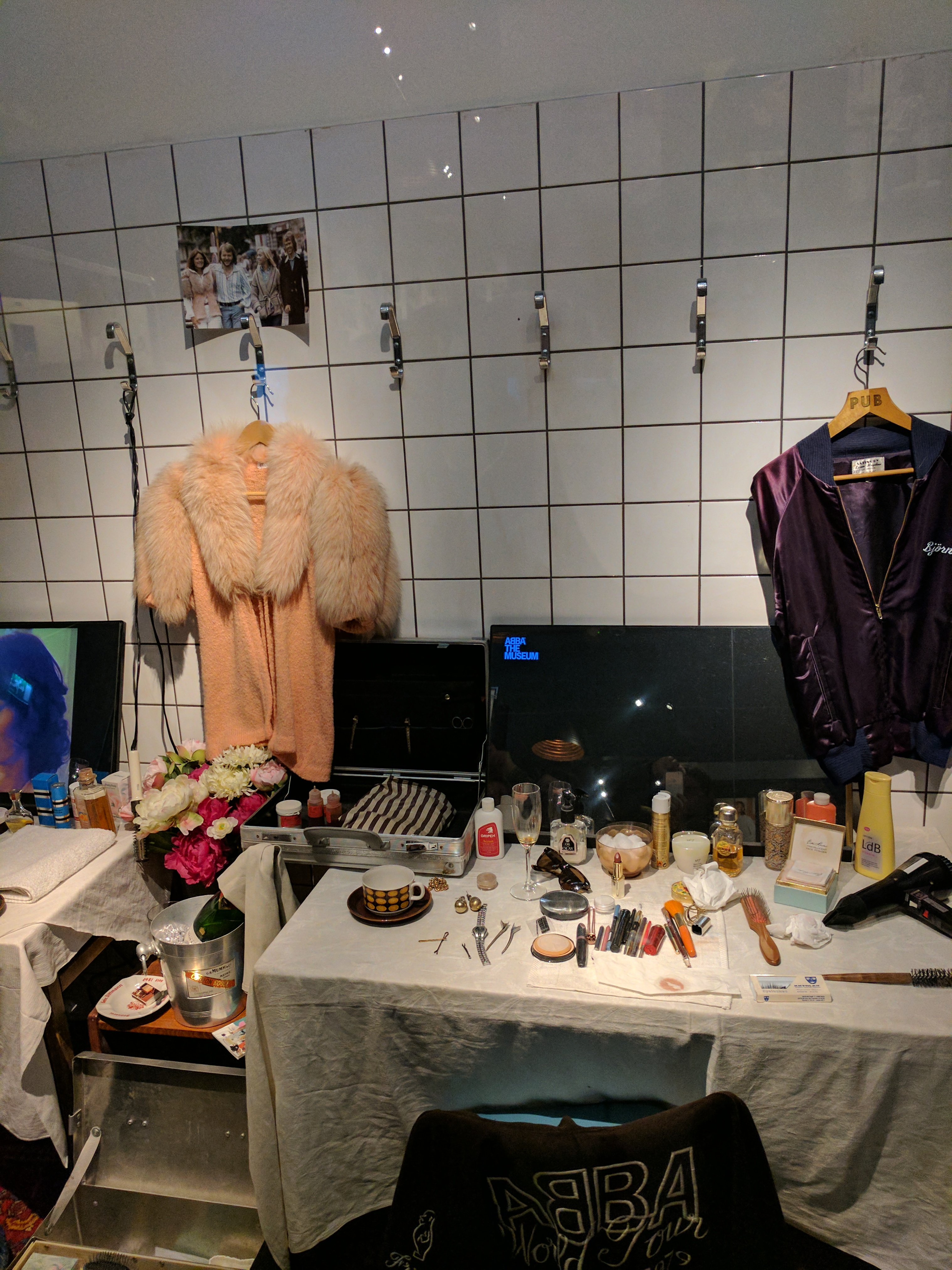
بازسازی محوطهٔ پشت‌صحنه
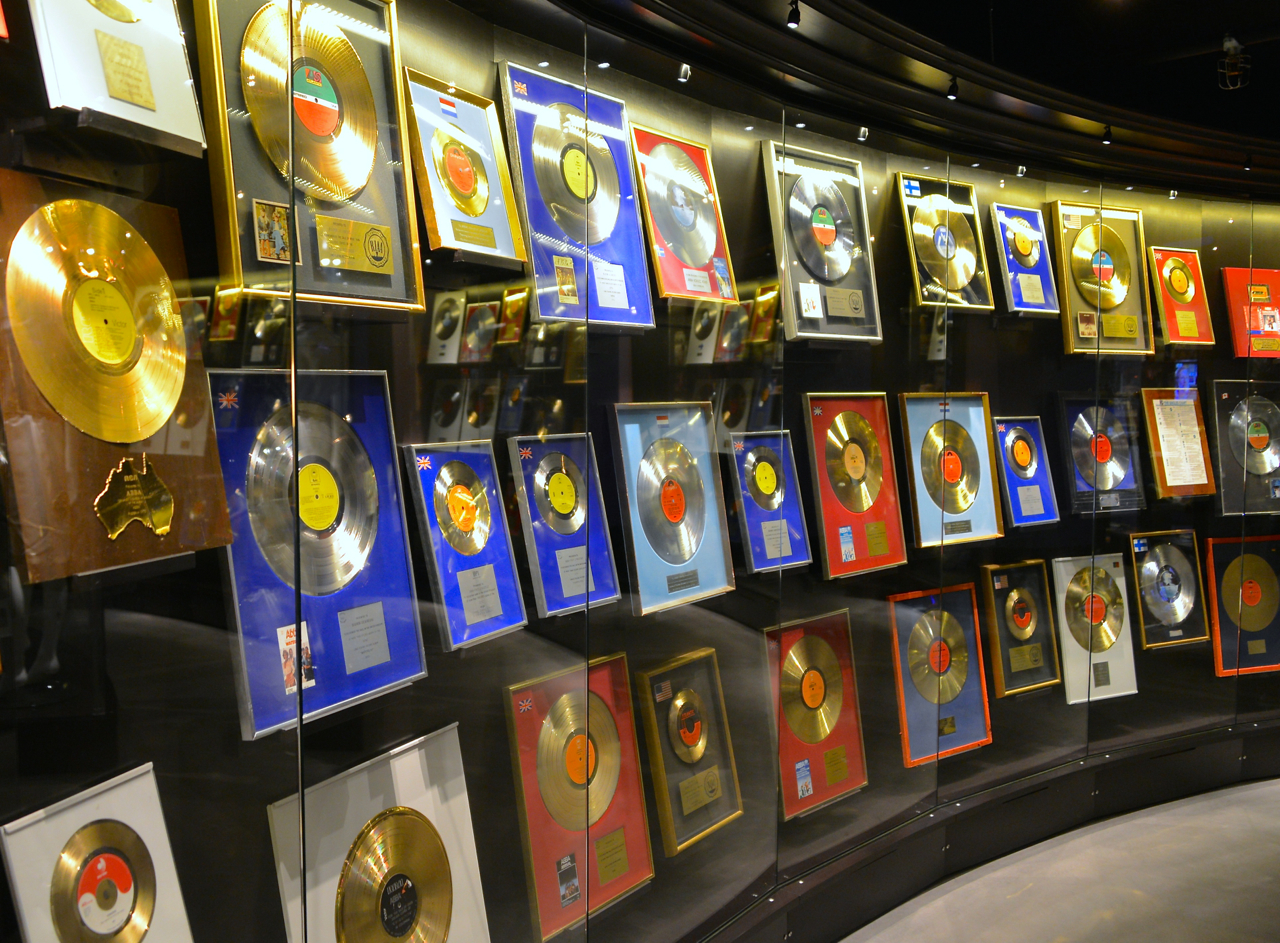
گالری گواهینامه‌های ضبط موسیقی از کشورهای مختلف
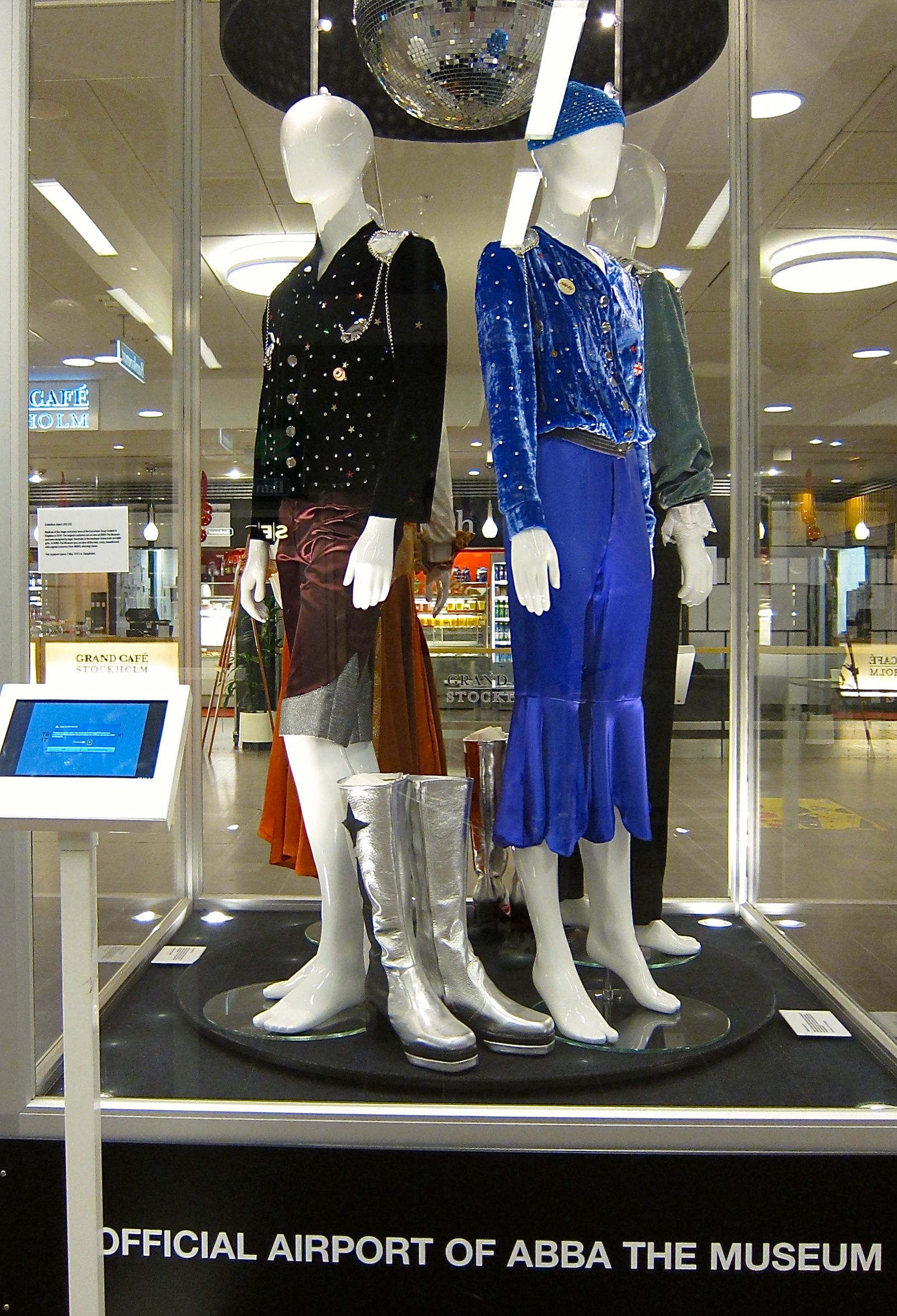
تبلیغ برای موزه در فرودگاه استکهلم-آرلاندا